# National Sports Center (Minnesota)
Pour les articles homonymes, voir National Sports Center.
Le National Sports Center (NSC), est un stade de soccer de 10 000 places situé à Blaine dans l'État du Minnesota.

## Histoire
L'ouverture du stade a lieu en 1990. Le NSC accueille le Thunder du Minnesota, ancienne franchise de soccer des United Soccer Leagues. Le Thunder a joué de 1990 à 2003 puis de 2008 jusqu'à la fin de la saison 2009. 
Puis, en 2010, la nouvelle franchise de soccer des NSC Minnesota Stars évolue à domicile dans ce stade. Le Minnesota a utilisé le stade de 2010 à 2016 avant de déménager au TCF Bank Stadium après avoir rejoint la Major League Soccer en 2017.
Depuis 2013, le Wind Chill du Minnesota (en), franchise d'ultimate évoluant en American Ultimate Disc League (aujourd'hui l'Ultimate Frisbee Association) joue quelques rencontres dans ce stade. 
L'équipe féminine des États-Unis a joué quatre rencontres internationales au NSC, contre le Canada, l'Australie, la Norvège et la Suède. Mia Hamm a marqué son 150e but international au NSC lors d'une victoire 3-1 contre l'Australie le 21 juillet 2004. Le 3 juillet 2001, lors de la victoire 1-0 des États-Unis contre le Canada devant 15 615 personnes, l'affluence record du stade est atteinte.